# Hera Christensen
Hera Christensen (* 13. Juli 2005) ist eine isländische Leichtathletin, die sich auf den Diskuswurf spezialisiert hat.

## Sportliche Laufbahn
Erste internationale Erfahrungen sammelte Hera Christensen im Jahr 2022, als sie bei den U18-Europameisterschaften in Jerusalem ohne einen gültigen Versuch in der Qualifikationsrunde ausschied. Im Jahr darauf gelangte sie bei der 2. Liga der Team-Europameisterschaft im Rahmen der Europaspiele in Chorzów mit 45,69 m auf den zwölften Platz und anschließend verpasste sie bei den U20-Europameisterschaften in Jerusalem mit 42,73 m den Finaleinzug. 2024 schied sie bei den U20-Weltmeisterschaften in Lima mit 48,43 m in der Vorrunde aus und im Jahr darauf wurde sie bei der 3. Liga der Team-Europameisterschaft in Maribor mit 53,80 m Zweite hinter der Moldauerin Alexandra Emilianov. Anschließend belegte sie bei den U23-Europameisterschaften in Bergen mit 53,44 m den fünften Platz.
2024 wurde Christensen isländische Meisterin im Diskuswurf.